# Charyna gumowa
Charyna gumowa, charyna (Charina bottae) – gatunek węża z podrodziny Charininae w rodzinie dusicielowatych (Boidae).

## Zasięg występowania
Zachodnia część Ameryki Północnej od Kolumbii Brytyjskiej na północy po Kalifornię na południu oraz Utah i Montanę na wschodzie.

## Budowa ciała
Osiąga do 65 cm długości. Ogon jest krótki, gruby i tępo zakończony.
Ubarwienie ciała jednolicie jasnooliwkowozielone. 

## Biologia i ekologia
Żyje w górskich lasach iglastych, często w pobliżu potoków i wilgotnych miejsc. Żywi się małymi kręgowcami.
W razie zagrożenia zwija się w kłębek, z którego unosi tępo zakończony ogon imitujący głowę, podczas gdy ta wychyla się nieco na zewnątrz od spodu ciała. Gdy drapieżnik zaatakuje „fałszywą głowę”, natychmiast ucieka.
Samica raz w roku rodzi kilkanaście młodych o długości od 15 do 23 cm.